# کوپروباشی (ترابزون)
کوپروباشی (به ترکی استانبولی: Köprübaşı) یک منطقهٔ مسکونی در ترکیه است که در استان ترابزون واقع شده‌است.

## نگارخانه

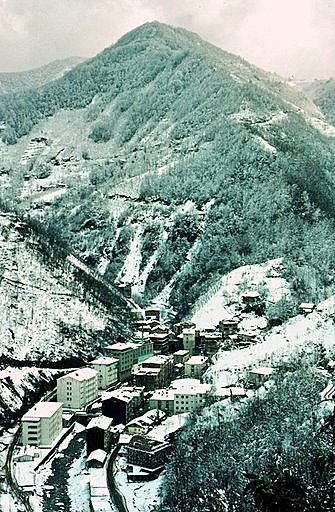
زمستان در کوپروباشی